# 大喜马拉雅山脉

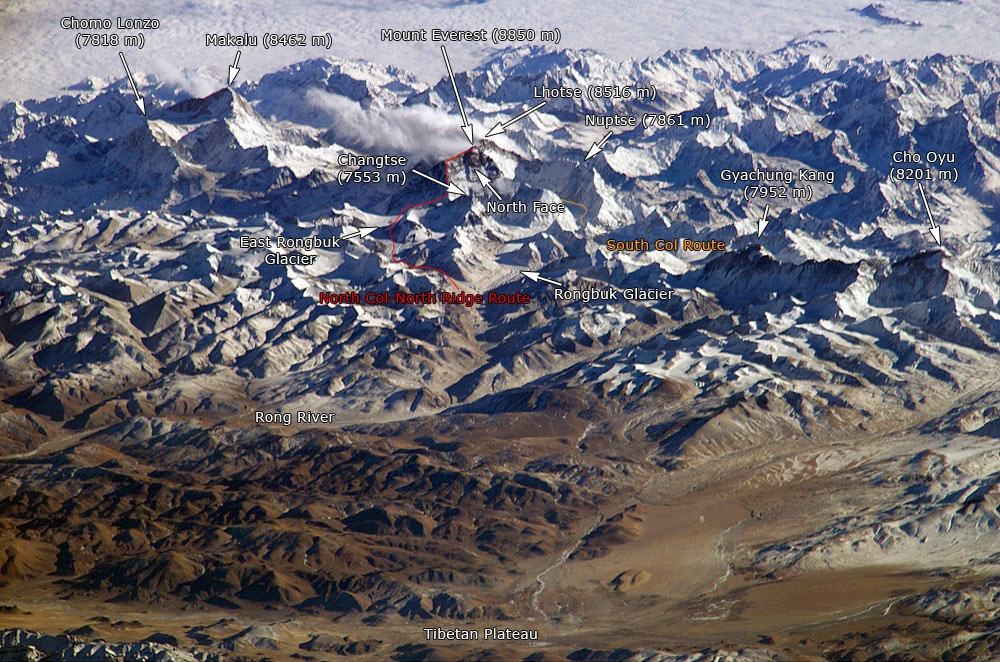
大喜马拉雅山脉的一部分，展示了八千米高的山峰

大喜马拉雅山脉（Great Himalayas、Greater Himalayas），也称为内喜马拉雅山脉（Inner Himalayas）或喜马德里（Himadri），是喜马拉雅山脉的四条平行山系之一。它是海拔最高的山脉，绵延约2,300公里，从巴基斯坦北部一直延伸到印度阿鲁纳恰尔邦，途经中国、印度、尼泊尔和不丹。该山系的平均海拔为6,100米，拥有众多世界最高的山峰，包括世界海拔最高的珠穆朗玛峰在内的所有的八千米级山峰。该山脉主要由花岗岩构成，常年存在永久冻土，并分布着众多冰川，其中包括恒河源头的根戈德里冰川、昆布冰川，以及萨托潘斯冰川。